# Gun Brandelius
Gunvor "Gun" Elna Maria Brandelius, omgift Ekberg, född Sundström 27 september 1912 i Adolf Fredriks församling i Stockholm, död 21 januari 2003 i Palm Desert i Kalifornien, var en svensk sångare och skådespelare. 
Gun Brandelius var dotter till försäljaren och frisören Martin Sundström och Elna Maria Ragnhilda Holmgren. 
Hon var från 1939 till 1944 gift med artisten Harry Brandelius, som hon hade två fosterdöttrar med. Därefter gifte hon om sig med Lars Ekberg, som en tid hade en firma med Harry Brandelius. Makarna Ekberg flyttade tidigt till USA.

## Filmografi
- 1939 – Kalle på Spången
- 1941 – Nygifta

### Fotnoter
1. ↑  Rotemannen, CD-ROM, Sveriges Släktforskarförbund/Stockholms Stadsarkiv (2012).
2. ↑  Eva o Harry Brandelius: ”Gamla Nordsjön” s 91.